# Piotr Piasecki (muzyk)
Piotr Piasecki (ur. 19 kwietnia 1977 w Świnoujściu), znany również jako Bajzel – polski muzyk, kompozytor, wokalista oraz autor tekstów. Wydał cztery autorskie płyty. Pod koniec 2010 roku dołączył do grupy Pogodno, w której grał już do końca działalności zespołu na gitarze barytonowej i basowej oraz był wokalistą wspierającym. Od 2012 roku intensywnie zaczął działać w  Babu Król, projekcie tworzonym w duecie z Jackiem Szymkiewiczem, w którym jest odpowiedzialny za warstwę muzyczną.

## Dyskografia

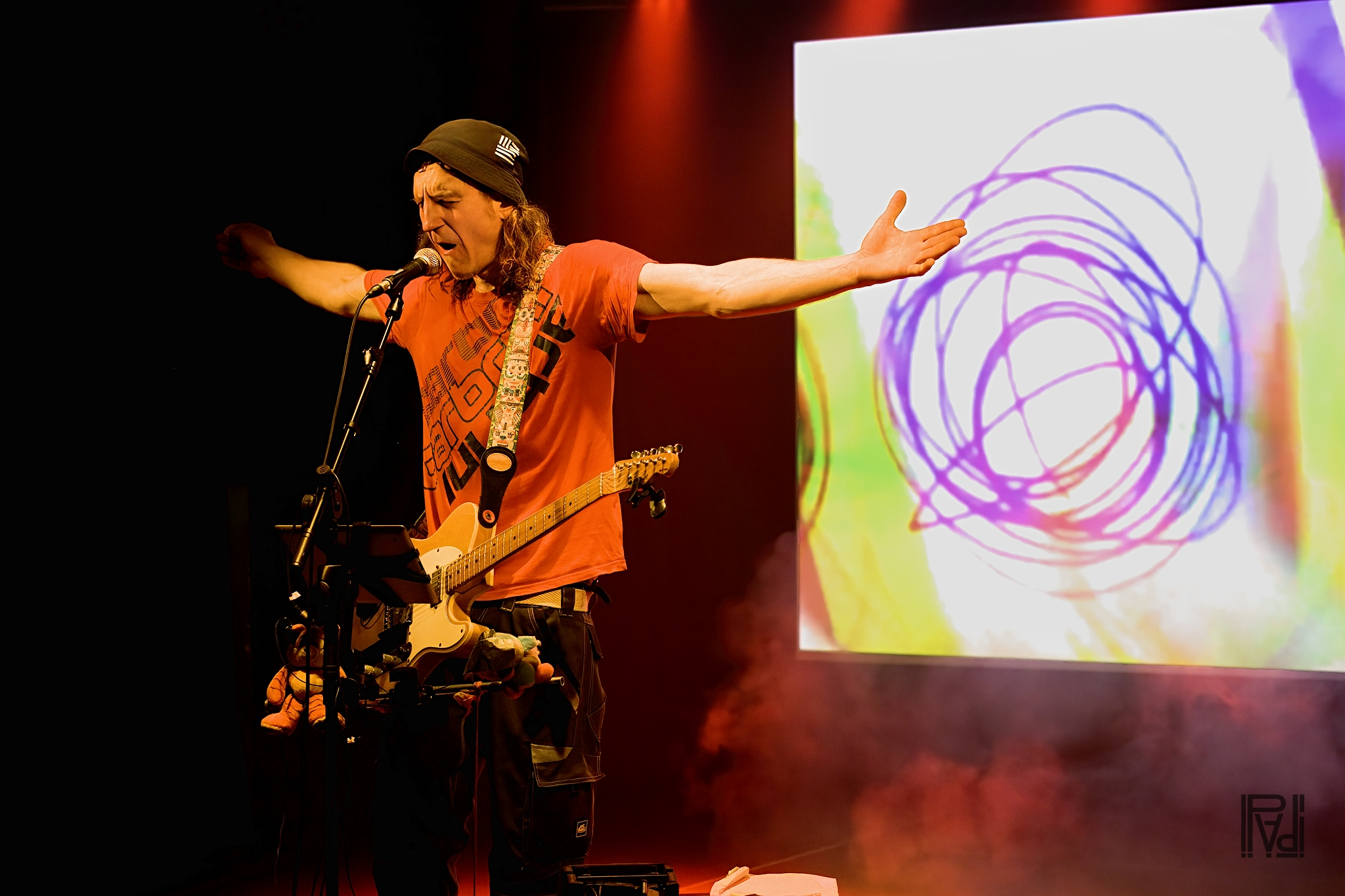
Koncert in GAK plama Gdańsk

| Tytuł         | Dane dot. albumu                                          |
| ------------- | --------------------------------------------------------- |
| Bajzel        | - Data: 3 grudnia 2007 - Wydawca: Biodro Records          |
| Miłośnij      | - Data: 6 kwietnia 2009 - Wydawca: Biodro Records         |
| Mała Wulgaria | - Data: 11 kwietnia 2011 - Wydawca: Mystic Production     |
| GinkGo        | - Data: 26 sierpnia 2013 - Wydawca: Bajzel Managemenet    |
| amOK          | - Data: 20 października 2016 - Wydawca: Bajzel Management |

## Teledyski
| Tytuł        | Rok  | Reżyseria                  | Album         | Źródło |
| ------------ | ---- | -------------------------- | ------------- | ------ |
| "Window"     | 2008 | Matthew Schroeder          | Bajzel        | [ 4 ]  |
| "Nie znikaj" | 2010 | Matthew Schroeder          | Miłośnij      | [ 5 ]  |
| "Wsioryba"   | 2010 | Piotr "Czarny" Ziębakowski | Miłośnij      | [ 6 ]  |
| "Zabawki"    | 2011 | Monika Kuczyniecka         | Mała Wulgaria | [ 7 ]  |
| "Happy Love" | 2011 | Matthew Schroeder          | Mała Wulgaria | [ 8 ]  |
| " Yo Right"  | 2016 |                            | amOK          | [ 9 ]  |

## Nagrody i wyróżnienia
| Rok  | Kategoria  | Tytułem      | Nagroda        | Nota    | Źródło |
| ---- | ---------- | ------------ | -------------- | ------- | ------ |
| 2008 | Reżyseria  | "Window"     | Yach Film 2008 | Nagroda | [ 4 ]  |
| 2010 | Grand Prix | "Nie znikaj" | Yach Film 2010 | Nagroda | [ 5 ]  |
| 2011 | Animacja   | "Zabawki"    | Yach Film 2011 | Nagroda | [ 7 ]  |